# Gran Vernel

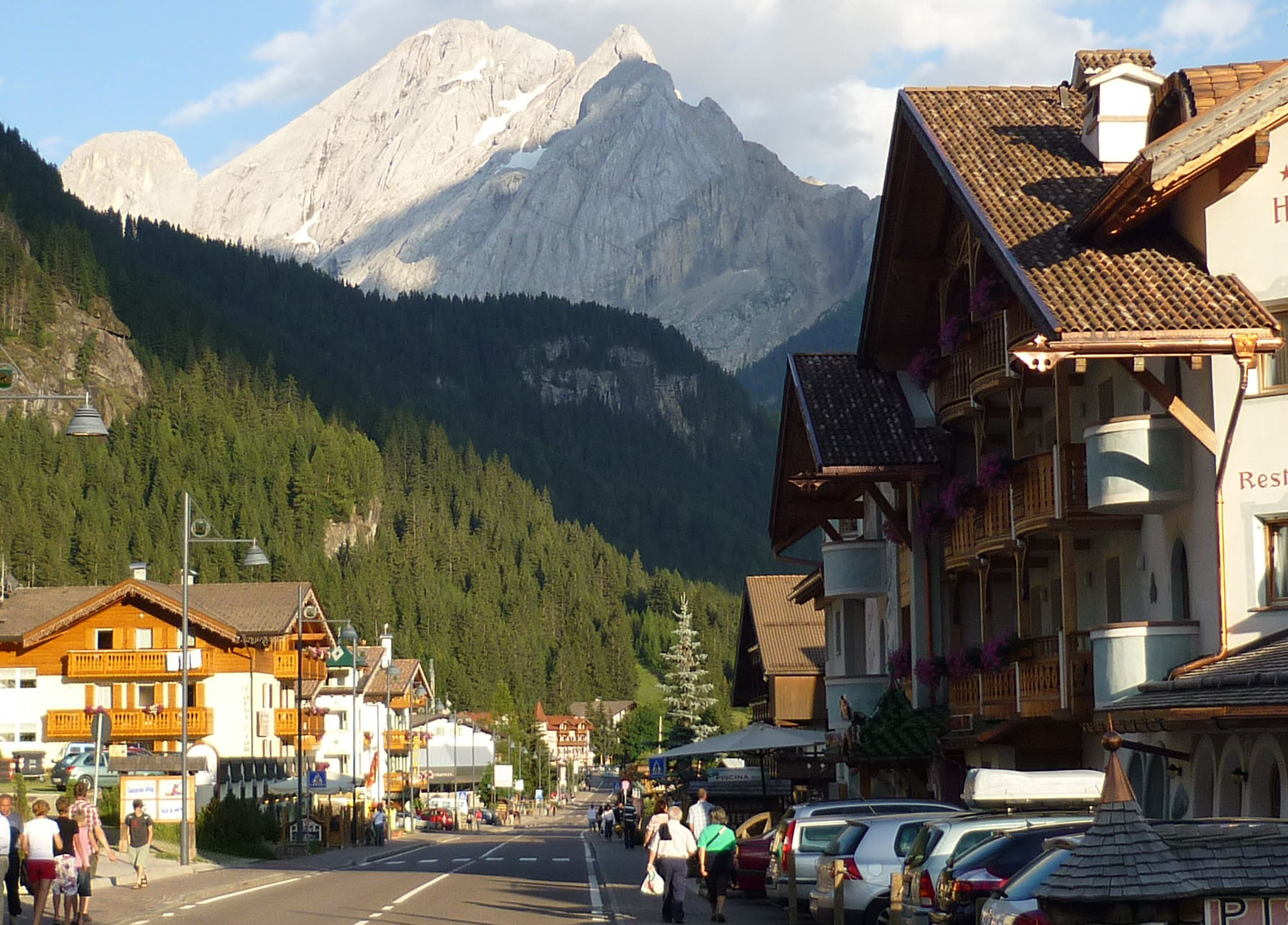
Blick von Canazei zum Gran Vernel

Der Gran Vernel (auch Gran Vernèl, deutsch manchmal Großer Vernel) ist ein 3210 m s.l.m. hoher Berg in den Dolomiten in der italienischen Provinz Trient. Er bildet den westlichen Abschluss des Marmolata-Massivs.

## Lage und Umgebung
Der Gran Vernel steht als isolierte Felspyramide nordwestlich des Marmolata-Hauptgipfels Punta Penia, von dem ihn der tiefe Einschnitt der Marmolatascharte (2896 m) trennt. Der Westgrat des Berges trägt die Gipfel Punta Cornates (3029 m) und Pala di Vernel (2836 m), nordöstlich ist dem Hauptgipfel die Roda de Mulon (2882 m), südöstlich der Piccolo Vernel (3098 m) vorgelagert. In einem Kar östlich des Hauptgipfels liegt zudem mit dem Ghiacciaio del Vernel (Vernelgletscher) ein Ausläufer des Marmolatagletschers.
Besonders beeindruckende Blicke auf den Berg bieten sich vom Passo Fedaia, vom nördlich gelegenen Padonkamm oder aus dem hinteren Fassatal bei Alba und Penia.

## Alpinismus
Die Erstbesteigung des Vernel gelang am 8. Juli 1879 dem deutschen Geographen Gottfried Merzbacher mit den Bergführern Cesare Tomè, Giorgio Bernard und Giovanni Battista Bernard. Sie wählten dabei den Anstieg über die Ostseite des Berges, der heute als Normalweg (UIAA-Grad III) gilt. 1898 folgte die erste Durchsteigung der Südwand durch Eberhard Ramspeck. Weitere wichtige Erstbegehungen erfolgten in den 1920er und 30er Jahren durch Ettore Castiglioni, der unter anderem 1935 den langen Westgrat (IV) bestieg. Die Routen durch die Nordwand wurden zwischen 1940 und 1980 nach und nach erschlossen.
Am 10. April 1979 durchquerte der aus dem Fassatal stammende Extrembergsteiger und Steilwandskifahrer Toni Valeruz erstmals die Nordwestwand des Gran Vernel in der Abfahrt. Nachdem er von einem Helikopter am Gipfel abgesetzt worden war, benötigte er für die Abfahrt über die schneebedeckte Felswand (bis zu IV) lediglich 30 Minuten. Diese Leistung wurde als großes Spektakel inszeniert, zu dem sich hunderte Zuschauer einfanden und sogar vom italienischen Rundfunk aufgezeichnet. Insgesamt gelangen Valeruz vier verschiedene Varianten in der vormals für Skifahrer als „unmöglich“ geltenden Nordwand.

## Felssturz
Am 4. August 2015 ereignete sich im Bereich des Contrintals ein nicht unerheblicher Felssturz. Das Gesteinsmaterial sammelte sich dabei in einem Becken am Fuß der Südwand, die Staubwolke drang bis zum Rifugio Contrin vor. Laut Angaben der Schutzhütte belief sich die Kubatur auf rund 100.000 Kubikmeter. Ein Wanderweg musste sicherheitshalber vorübergehend gesperrt werden. Verletzte gab es nicht.

## Stützpunkte
Durch das dichte Hüttennetz bestehen mehrere Stützpunkte für eine Besteigung über den Normalweg.
- Rifugio Pian dei Fiacconi (2626 m) an der Bergstation des Marmolata-Korblifts, durch Lawinenabgang im Dezember 2020 zerstört
- Rifugio Contrin (2016 m) auf der Südseite im Val Contrin
- Rifugio Ettore Castiglioni (Marmolata Haus) (2054 m) am Nordwestufer des Fedaiasees